# Підбузький деканат
Підбузький деканат — колишня структурна одиниця Перемишльської єпархії греко-католицької церкви з центром в с. Підбуж. Очолював деканат декан.

## Територія
В 1936 році в Підбузькому деканаті було 10 парафій:
1. Парафія с. Бистриця;
2. Парафія с. Залокоть;
3. Парафія с. Звір з філією в с. Воля Блажівська;
4. Парафія с. Кропивник Старий;
5. Парафія с. Опака з філією в с. Опака Горішна;
6. Парафія м. Підбуж;
7. Парафія с. Смільна з філією в с. Жданна;
8. Парафія с. Сприня з філією в с. Спринька;
9. Парафія с. Сторонна з філією в с. Сторонна Горішня;
10. Парафія с. Урож з філією в с. Підмонастирок.

### Декан
- 1936 — Яхно Яків в Залікті.

### Кількість парафіян
1936 — 17 185 осіб.
Деканат було ліквідовано в 1946 р.